# Sesshin
El sesshin (接心) es una práctica de meditación budista zen.
En idioma japonés, el término significa ‘tocar el espíritu’ o ‘tocar la esencia’.[cita requerida]

## Contexto
La meditación es una práctica común de todas las escuelas del budismo.
Proporciona una poderosa herramienta para observar aspectos de la propia personalidad.[cita requerida]

## Características
El Shinnyo-en tiene su propia forma exclusiva de meditación, llamada sesshin. Se realiza con la ayuda de otros seguidores que han entrenado lo suficiente como para ser guías espirituales (reinoshas) y durante la meditación actúan como espejos espirituales para los aprendices. En ciertos monasterios budistas, se trata de una meditación especialmente prolongada, que se realiza una vez por mes desde abril hasta agosto, y desde octubre hasta febrero. La meditación comienza a las 3 de la mañana en verano, y a las 4 en invierno, y continúa hasta avanzada la noche, con intervalos para comer, realizar ejercicios y relajarse. La palabra "sesshin" significa, literalmente, unir la mente con la mente. En los monasterios, durante el periodo de meditación se pronuncian discursos diariamente. Antes del discurso, se disponen luces y flores frente a la imagen de Buda. El maestro se inclina tres veces ante la figura, y luego se sienta en un sillón elevado que está frente a la estatua, en el fondo del cuarto, en tanto que los estudiantes envuelven sus libros en tela antes de ponerlos en el piso, por la reverencia que sienten por ellos. Luego, se recita tres veces el cuádruple voto: el voto de salvar a todos los seres vivos, de destruir todas las pasiones mundanas, de entrar en los portales del dharma y de seguir hasta el final el camino hacia la budeidad.
Según sus practicantes, el sesshin ayuda a las personas a mirar en su interior y así deshacerse de la codicia, ira e ignorancia que les nubla su naturaleza (también ver Nirvana-sutra y Buddha-dathu).
En zazen, el sesshin representa un periodo intensivo de meditación.

## Entrenamiento
La clave para el entrenamiento es la vida diaria, lo cual significa poner en práctica —en su comunidad, hogar o lugar de trabajo— el conocimiento que uno adquiere a través de la meditación. Las luchas y desafíos de la vida diaria se consideran tierra fértil para cultivar la sabiduría, humildad y apreciación. 